# Sederholmhuis
Het Sederholmhuis (Fins: Sederholmin talo/Zweeds: Sederholmska huset) is het oudste gebouw in de binnenstad van Helsinki. Op de locatie van het huis stond oorspronkelijk een houten huis gebouwd in 1720, maar toen koopman Johan Sederholm het huis in 1756 kocht, werd dit vervangen door het huidige stenen bouwwerk uit 1756. In 1995 kwam het huis in bezit van het Stadsmuseum van Helsinki en werd het geopend voor het publiek.
In 2012 opende het museum Lasta kaupunki ("kinderstad") in het gebouw. In het museum leren kinderen, aan de hand van interactieve activiteiten, de geschiedenis van de stad kennen.
Stadsmuseum · Villa Hakasalmi · Ruiskumestarin talo · Arbeiderswoningmuseum · Trammuseum · Kinderstad